# Syzeuxis
Syzeuxis là một chi bướm đêm thuộc họ Geometridae.

## Các loài
- Syzeuxis heteromeces
- Syzeuxis magnidica
- Syzeuxis nigrinotata
- Syzeuxis seminanis
- Syzeuxis subfasciaria
- Syzeuxis tessellifimbria
- Syzeuxis trinotaria